# قصه خیابان دراز
قصه خیابان دراز فیلمی به کارگردانی محسن تقوایی و نویسندگی کیومرث پوراحمد محصول سال ۱۳۵۷ است.

## بازیگران
- منوچهر احمدی
- علی اکبر جانبخش
- حسین حاجت پور
- محمد پولادخان
- رضا عباس نژاد
- حسین محمدآبادی
- پرویز نعیمی
- محمد قسمی
- پروین مشکین